# Мід (Небраска)
Мід (англ. Mead) — селище (англ. village) в США, в окрузі Сондрес штату Небраска. Населення — 617 осіб (2020).

## Географія
Мід розташований за координатами 41°13′28″ пн. ш. 96°29′14″ зх. д. / 41.22444° пн. ш. 96.48722° зх. д. (41.224402, -96.487187).  За даними Бюро перепису населення США в 2010 році селище мало площу 1,60 км², з яких 1,58 км² — суходіл та 0,03 км² — водойми.

## Демографія
Згідно з переписом 2010 року, у селищі мешкало 569 осіб у 215 домогосподарствах у складі 159 родин. Густота населення становила 355 осіб/км².  Було 235 помешкань (147/км²).
Расовий склад населення:
| - 98,1 % — білих - 0,4 % — азіатів - 0,2 % — корінних американців - 1,1 % — осіб інших рас |

До двох чи більше рас належало 0,4 %. Частка іспаномовних становила 3,0 % від усіх жителів.
За віковим діапазоном населення розподілялося таким чином: 28,8 % — особи молодші 18 років, 58,0 % — особи у віці 18—64 років, 13,2 % — особи у віці 65 років та старші. Медіана віку мешканця становила 37,1 року. На 100 осіб жіночої статі у селищі припадало 98,3 чоловіків;  на 100 жінок у віці від 18 років та старших — 96,6 чоловіків також старших 18 років.
Середній дохід на одне домашнє господарство  становив 72 583 долари США (медіана — 57 788), а середній дохід на одну сім'ю — 85 593 долари (медіана — 68 036). Медіана доходів становила 39 412 долари для чоловіків та 48 333 долари для жінок. За межею бідності перебувало 8,5 % осіб, у тому числі 17,8 % дітей у віці до 18 років та 0,0 % осіб у віці 65 років та старших.
Цивільне працевлаштоване населення становило 316 осіб. Основні галузі зайнятості: освіта, охорона здоров'я та соціальна допомога — 17,4 %, роздрібна торгівля — 11,4 %, оптова торгівля — 10,8 %, виробництво — 10,4 %.